# Wanda Grażyna Gałecka-Szmurło
Wanda Grażyna Gałecka-Szmurło (ur. 21 sierpnia 1899 w Warszawie, zm. 10 stycznia 1993) – polska adwokatka, działaczka niepodległościowa i społeczna, druga kobieta w Polsce, która została wpisana na listę adwokatów.

## Życiorys
Grażyna Gałecka (tak była nazywana przez przyjaciół) już w czasie nauki w gimnazjum była harcerką, należała do tajnego Związku Młodzieży Polskiej „Przyszłość” („Pet”) i do Organizacji Młodzieży Narodowej. W 1918 roku była już w zarządzie OMN Szkół Średnich. W 1918 albo 1919 roku zdała maturę i dostała się na Wydział Prawa i Nauk Politycznych Uniwersytetu Warszawskiego. Jednak na polecenie Organizacji zawiesiła swe studia i objęła funkcję sekretarki okręgu wołyńskiego na okres wojny polsko-bolszewickiej (pracowała również w okręgu wileńskim). W tym czasie pracowała w Straży Kresowej w Kowlu. W ramach tej pracy często wyjeżdżała na linię frontu, a nawet ją przekraczała, przewożąc instrukcje dla ludności po jej drugiej stronie. Po zakończeniu wojny wróciła do Warszawy, podjęła studia prawnicze i wstąpiła do OMN Szkół Wyższych oraz została przyjęta do tajnego „Zet”-u. Co najmniej od 1924 roku była siostrą zetową w Kole Braterskim „Zet”-u (z którego w 1925 roku wzięła „urlop bezterminowy”). Od co najmniej 1937 roku należała do Związku Patriotycznego.
Za swą działalność niepodległościową została odznaczona Medalem Niepodległości i Medalem Dziesięciolecia Odzyskanej Niepodległości.
Studiowała również drugi fakultet na Wydziale Filozofii UW, zaliczając pierwszy rok. W 1924 roku ukończyła studia prawnicze i rozpoczęła aplikację w Prokuratorii Generalnej. Po ukończeniu aplikacji przez rok pracowała w Magistracie m.st. Warszawy, a w roku 1930 została przyjęta w poczet adwokatów Izby Warszawskiej, będąc drugą kobietą w Polsce, która została wpisana na tę listę (pierwszą kobietą była Janina Jurkiewicz).
Równocześnie prowadziła intensywną działalność społeczną i publicystyczną w dziedzinie prawa, brała też udział w pracach ustawodawczych z dziedziny małżeńskiego prawa majątkowego (wydała kilka publikacji na ten temat, m.in. książkę Kobieta w prawie publicznym i prywatnym. Zbiór przepisów).
Przez kilka lat (do roku 1939) adwokat Wanda Szmurłowa była czynnym członkiem Koła Adwokatów Rzeczypospolitej Polskiej.
W czasie okupacji niemieckiej Wanda Szmurło była żołnierzem Armii Krajowej, brała czynny udział w powstaniu warszawskim, pracując w szpitalach powstańczych. Komitet Żydów w Polsce złożył jej podziękowanie za pomoc i ukrywanie Żydów w okresie okupacji niemieckiej.
Po II wojnie światowej Wanda Szmurło została umieszczona na liście adwokatów Izby Warszawskiej „z ważnością od 20.04.l945 r.”. Początkowo prowadziła prywatną praktykę, a z chwilą utworzenia Zespołu Adwokackiego nr 27 przy ul. Chłodnej 54, została jego członkinią. 1 czerwca 1965 roku została przeniesiona do Zespołu Adwokackiego nr 9, i była członkinią tego zespołu do chwili, gdy została skreślona z listy adwokatów w 1971 roku w wyniku orzeczenia lekarskiego.
Adwokat Wanda Grażyna Szmurło została mianowana przez ministra obrony narodowej Janusza Onyszkiewicza (rozkazem z dnia 3 lipca 1992 roku) podporucznikiem Wojska Polskiego.

## Życie prywatne
Matka Grażyny Gałeckiej zmarła wkrótce po jej urodzeniu, ojciec w 1905 roku musiał opuścić kraj z powodów politycznych i osiadł w Ameryce Południowej. Grażyna Gałecka miała siostrę Zofię, która również była działaczką „Pet” i OMN. Również i ona pracowała w Straży Kresowej w czasie wojny polsko-bolszewickiej. Popełniła samobójstwo przez otrucie w 1926 roku. Została pośmiertnie odznaczona Medalem Niepodległości.
Grażyna Gałecka wyszła między 1925 a 1931 rokiem za Jana Szmurłę (1897–1985), adwokata. Mieli co najmniej dwie córki: Hannę Jadwigę, ps. Ania, po mężu Zapendowską (1928–2019), łączniczkę w kwatermistrzostwie Grupy Kampinos i Grażynę Zofię, ps. Grażynka (ur. 1930), sanitariuszkę w szpitalu 1 Rejonu „Brzozów” (Legionowo) Obwodu VII „Obroża”. Co najmniej od 1936 roku mieszkali w domku z ogródkiem w Jabłonnie koło Warszawy, gdzie Grażyna do 1 września 1939 roku pełniła funkcję prezesa kółka rolniczego.